# Valeska Grisebach
Valeska Grisebach (Brema, 4 gennaio 1968) è una regista tedesca.

## Biografia
Grisebach ha studiato letteratura e filosofia tedesca a Berlino, Monaco e Vienna prima di studiare cinema a Vienna.
Con il film Mein Stern ha vinto il Premio Internazionale della Critica al Toronto International Film Festival e il premio per il miglior lungometraggio al Torino Film Festival. Nel 2006, il suo secondo film Sehnsucht ha partecipato in concorso al Festival di Berlino. Il suo terzo film, Western, è stato presentato in anteprima al Festival di Cannes 2017. Grisebach è sorella dell'attrice Anna Grisebach.

## Filmografia
- Be My Star (2001)
- Longing (2006)
- Western (2017)

## Riconoscimenti
- 2001: First Steps Award per Be My Star
- 2001: Premio per il miglior lungometraggio al Torino Film Festival per Be My Star
- 2001: Premio Internazionale della Critica al Toronto International Film Festival per Be My Star
- 2006: Premio Speciale della Giuria al Festival Internacional de Cine Independiente di Buenos Aires
- 2006: Premio speciale della giuria al Festival internazionale del cinema di Varsavia per Longing